# Gábor Vágó
Gábor Vágó (ur. 10 stycznia 1984 w Kecskemécie) – węgierski polityk i ekonomista, poseł do Zgromadzenia Narodowego.

## Życiorys
W 2008 ukończył studia z ekonomii i nauk politycznych na Uniwersytecie Korwina w Budapeszcie. Działał w różnych organizacjach pozarządowych zajmujących się kulturą i ochroną środowiska. Należał do założycieli ugrupowania Polityka Może Być Inna. W 2010 z jego ramienia uzyskał mandat deputowanego do Zgromadzenia Narodowego, w którym zasiadał do 2014. Po odejściu z parlamentu pracował jako publicysta, w 2017 dołączył do agencji PR.